# Куанье, Жан Рох
Жан Рох Куанье (Жан Рок Куанье, Жан Рош Куанье, капитан Куанье; фр. Jean-Roch Coignet; 16 августа 1776 — 10 декабря 1865, Осер) — французский участник наполеоновских войн, автор широко цитируемых мемуаров.

## Биография
Родился в 1776 году в семье трактирщика Пьера Куанье и его жены Мари, урождённой Пеле. Родители мало занимались воспитанием мальчика: образования как такового он не получил, и, по некоторым данным, в то время являлся неграмотным. В 1799 году Куанье поступил рядовым во французскую армию и служил в ней вплоть до 1815 года.
Участвовал в большом числе сражений. В частности, сражался при Монтебелло (был награждён за храбрость почётным ружьём), при Маренго, под Ульмом, при Аустерлице, при Йене, при Прейсиш-Эйлау, при Фридланде, при Экмюле, при Эсслинге, при Ваграме, под Смоленском, при Бородине, выжил во время отступления из России. В 1813 году Куанье участвовал в сражениях при Лютцене, при Бауцене, при Дрездене, при Ганау, затем —  в 14 сражениях в кампанию 1814 года, и, наконец, сражался при Ватерлоо во время Ста дней.
Куанье был кавалером (1804) и офицером (1815) ордена Почётного легиона, причём вторую награду ему было формально запрещено носить в тот период французской истории, когда считались недействительными те награды и титулы, которые были вручены Наполеоном во время Ста дней. В 1815 году демобилизовался в чине капитана Императорской гвардии и уехал в Осер, где занялся семейным ремеслом: стал владельцем гостинцы и трактира (по другим данным, табачной лавки).
В 1848 году скончалась его жена, после чего капитан Куанье приступил к написанию мемуаров. Мемуары были впервые опубликованы в Осере в 1851—53 годах. Первый тираж (500 экземпляров) Куанье самостоятельно распродал посетителям своего заведения. Удачно выбранное время для публикации (эпоха Второй республики и самое начало Второй империи) способствовали популярности мемуаров и самого Куанье. Сохранился его дагеротипический портрет.
Капитан Куанье скончался в Осере в 1865 году в возрасте 89 лет. На доме, где он жил, размещена мемориальная доска. В нём по-прежнему располагается гостиница.
Мемуары Куанье неоднократно переиздавались. В 1883 году учёный-историк Лоредан Ларше капитально переработал, сократил и отредактировал исходный текст мемуаров, показавшийся ему «простонародным». Эта версия выдержала несколько изданий. Напротив, в 1968 году Жан Мистлер опубликовал полный первоначальный текст мемуаров, снабдив их обстоятельным предисловием.  На основании издания Мистлера был снят французский семисерийный мини-сериал «Жан-Рош Куанье», который был выпущен на экраны в 1969 году.

## Капитан Куанье о Бородинском сражении
Генерал проводил меня к императору. «У тебя хорошая лошадь?» — «Да, государь!» — «Скачи сейчас же и передай этот приказ Коленкуру, ты найдешь его справа отсюда, вдоль леса; ты заметишь там кирасир, которыми он командует. Возвращайся только по окончании дела». Приезжаю, являюсь к генералу и передаю ему приказ. Он прочел и обратился к своему адъютанту со словами: «Вот приказ, которого я ждал! (…) Гренадеры нас ждут. Не терять ни минуты! За мной рысью, а как только подойдем на ружейный выстрел — галопом. Гренадеры атакуют с фронта». Кирасиры понеслись вдоль леса и ринулись на редуты с задней стороны, тогда как гренадеры устремились к валу. Кирасиры и гренадеры врассыпную сражались с русскими. Храбрый Коленкур упал подле меня, убитый наповал. Я присоединился к старому полковнику, принявшему на себя начальствование, и все время не выпускал его из виду. Атака кончена, и редуты в наших руках. Старый полковник говорит мне: «Поезжайте, скажите императору, что победа наша. Я сейчас отправлю ему штаб-офицеров, взятых в плен на редутах». 

Все силы русских двинулись на помощь к этим редутам, но маршал Ней расстреливал их с их правого фланга. Я поскакал галопом через поле битвы, видел, как ядра взрывали поле, и не надеялся выбраться оттуда. Подъехав к императору, соскакиваю с лошади, подхожу к нему, снимаю треуголку и тут замечаю, что у нее недостаёт заднего угла. «Ну, — сказал император, — ты дешево отделался».— Французы в России. 1812 год по воспоминаниям современников-иностранцев. М., 1912. С. 148-150.
Саксонские участники сражения утверждали, что кирасиры Коленкура атаковали батарею с севера и были отбиты, при этом среди убитых был и Коленкур, а батарею захватили двигавшиеся следом саксонские кавалеристы. По мнению Владимира Земцова, сопоставившего десятки документов и мемуаров участников битвы, Коленкур во главе двух кирасирских полков сумел обойти батарею, пока остальные части пытались отрезать её от контратаковавшей русской пехоты, и ворвался в неё. Однако защитники батареи отчаянно сопротивлялись и после кровавого боя внутри редута французы были выбиты оттуда; Коленкур при этом был убит ружейной или картечной пулей. Примерно через 10-15 минут на батарею ворвались саксонские кавалеристы, добившие немногих уцелевших её защитников, а за ними французская пехота, закрепившая этот успех, что и завершило сражение за неё.

## Издание на русском языке
- Жан-Рох Куанье. Воспоминания старого капитана Императорской гвардии. 1776—1850 (2018)